# Тимошино (Луганская область)
Тимошино (укр. Тимошине) — село, относится к Белокуракинскому району Луганской области Украины.
Население по переписи 2001 года составляло 351 человек. Почтовый индекс — 92215. Телефонный код — 6462. Занимает площадь 3,18 км². Код КОАТУУ — 4420988001.

## Местный совет
92215, Луганська обл., Білокуракинський р-н, с. Тимошине  (укр.)